# Albert Glatt
Albert «Alby»  Glatt (* 21. März 1933; † 23. Juli 2014) war ein Schweizer Reiseveranstalter und Geschäftsmann.

## Leben
Albert Glatt ist in Dietikon aufgewachsen. Nach seiner Ausbildung zum Kaufmann war er in verschiedenen Bereichen im Tourismus und seit dem Anfang der 1970er Jahre als Reiseveranstalter tätig. 1980 heiratete er seine Frau Martina, mit der er später zwei Kinder hatte. Seit den 1990er Jahren lebte Albert Glatt gemeinsam mit seiner Frau in der Zürcher Altstadt – verbrachte jedoch auch viel Zeit im Engadin, wo Martina Glatt aufgewachsen war.

## Unternehmertum
Anfang der 1970er begann Albert Glatt als Reiseveranstalter. So organisierte er u. a. Charterflüge für Gastarbeiter nach Spanien und Portugal und begann Wagen der Compagnie Internationale des Wagons-Lits (CIWL) und Rheingold-Originalwagen der Deutschen Reichsbahn aus den 1920er und 1930er Jahren zu sammeln, die er im Auslieferungszustand restaurieren liess. Anfang 1976 nahm er die ersten restaurierten Zugwagen als Nostalgie-Istanbul-Orient-Express (NIOE) in Betrieb. Viele weitere folgten. Angeboten wurden von seinem Reisebüro, der Intraflug AG, Schienenkreuzfahrten auf verschiedenen Strecken quer durch Europa sowie vereinzelt auch interkontinental. Die weiteste Reise führte im September 1988 von Paris bis nach Tokio. 1992 nutzte Michael Jackson während seiner Europatour den NIOE als rollendes Hotel für sich und seine gesamte Crew. Ende 1992 übernahm das Reisebüro Mittelthurgau die Wagen des NIOE. Nach dem Erfolg von Intraflug im Schienenkreuzfahrtgeschäft mit dem historischen Wagen begannen auch andere Unternehmen mit Schienenkreuzfahrten und im Nostalgiegeschäft. Nachdem die Intraflug nach einem Expansionsversuch in den USA in finanzielle Schwierigkeiten geraten war, wurde deren Besitz samt den 35 Waggons ehemaliger Luxuszüge an das Reisebüro Mittelthurgau verkauft, welches damals eine Tochtergesellschaft der Mittelthurgaubahn (MThB) war. 1996 gründete er, zusammen mit dem ehemaligen Marketingchef der Rhätischen Bahn, Willy Hochstrasser, den Verein Pro Salonwagen RhB und initiierte die Erhaltung, den Betrieb und die Renovierung der Wagen aus dem Jahr 1931, die heute unter der Marke Alpine Classic Pullman Express verkehren. Auch sass er längere Zeit im Vorstand der Rheingold Salonzug AG in Köln.